# Verneuil-Moustiers
Verneuil-Moustiers (tiếng Occitan: Verneulh) là một xã của tỉnh Haute-Vienne, thuộc vùng Nouvelle-Aquitaine, miền trung nước Pháp.